# 怀特霍斯市中心

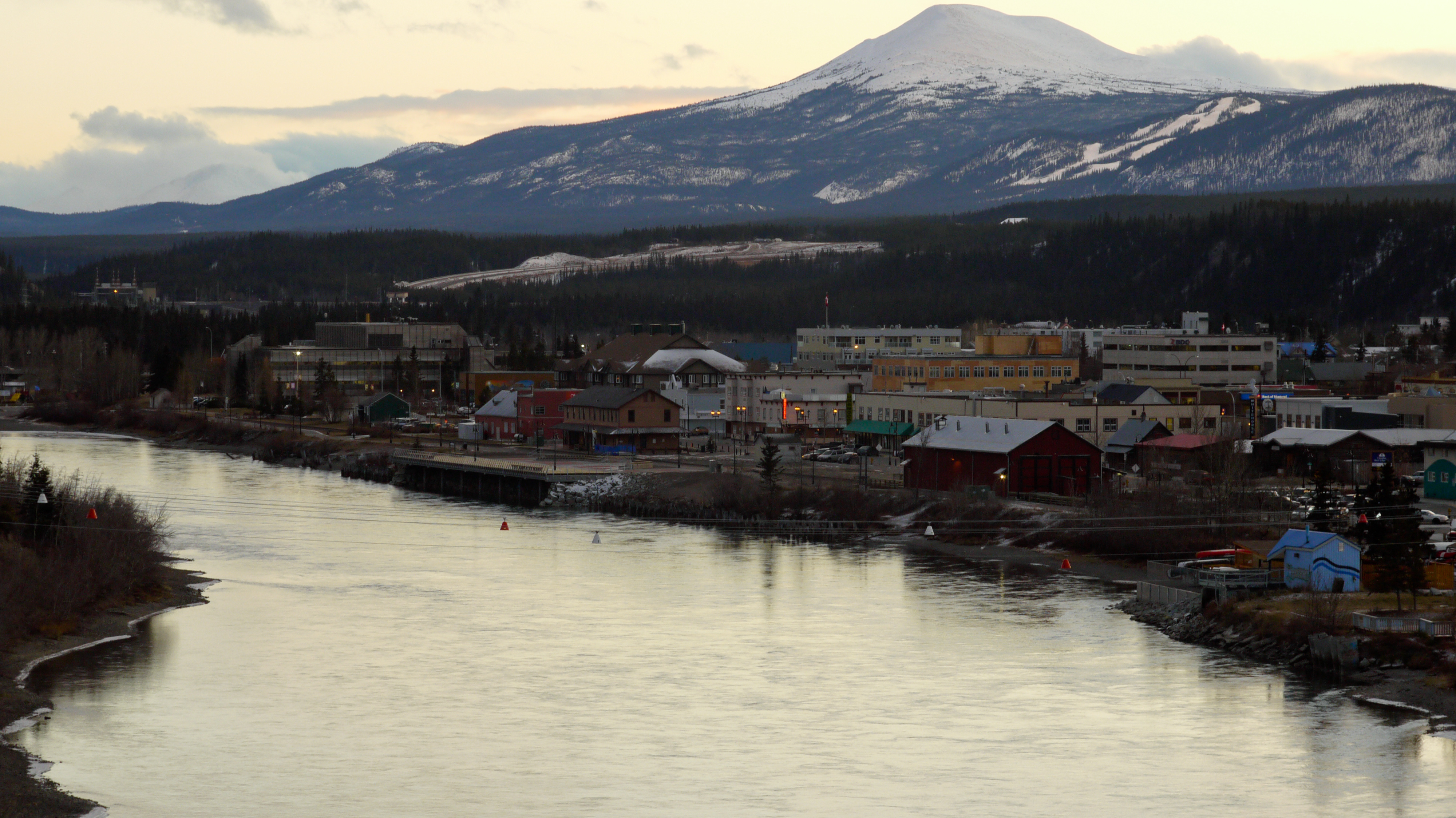
在育空河的东侧看怀特霍斯市中心的天际线

怀特霍斯市中心（英語：Downtown Whitehorse）是育空城市怀特霍斯的一个主要街区，它是该市的市中心和中央商务区。

## 历史
在第二次世界大战之前，市中心包括整个怀特霍斯。在战争结束后，外围区域也得到了发展，居民开始涌入育空河东岸的里弗代尔区和城市外围的其他郊区，例如波特溪（Porter Creek）。自1968年军队撤出城市后，部分居民开始搬到希尔克雷斯特（Hillcrest）和塔希尼（Takhini）。1971年，城市的扩展范围远远超过了市中心，而原来的市中心在今天仅为城市的一小部分。

## 街区布局

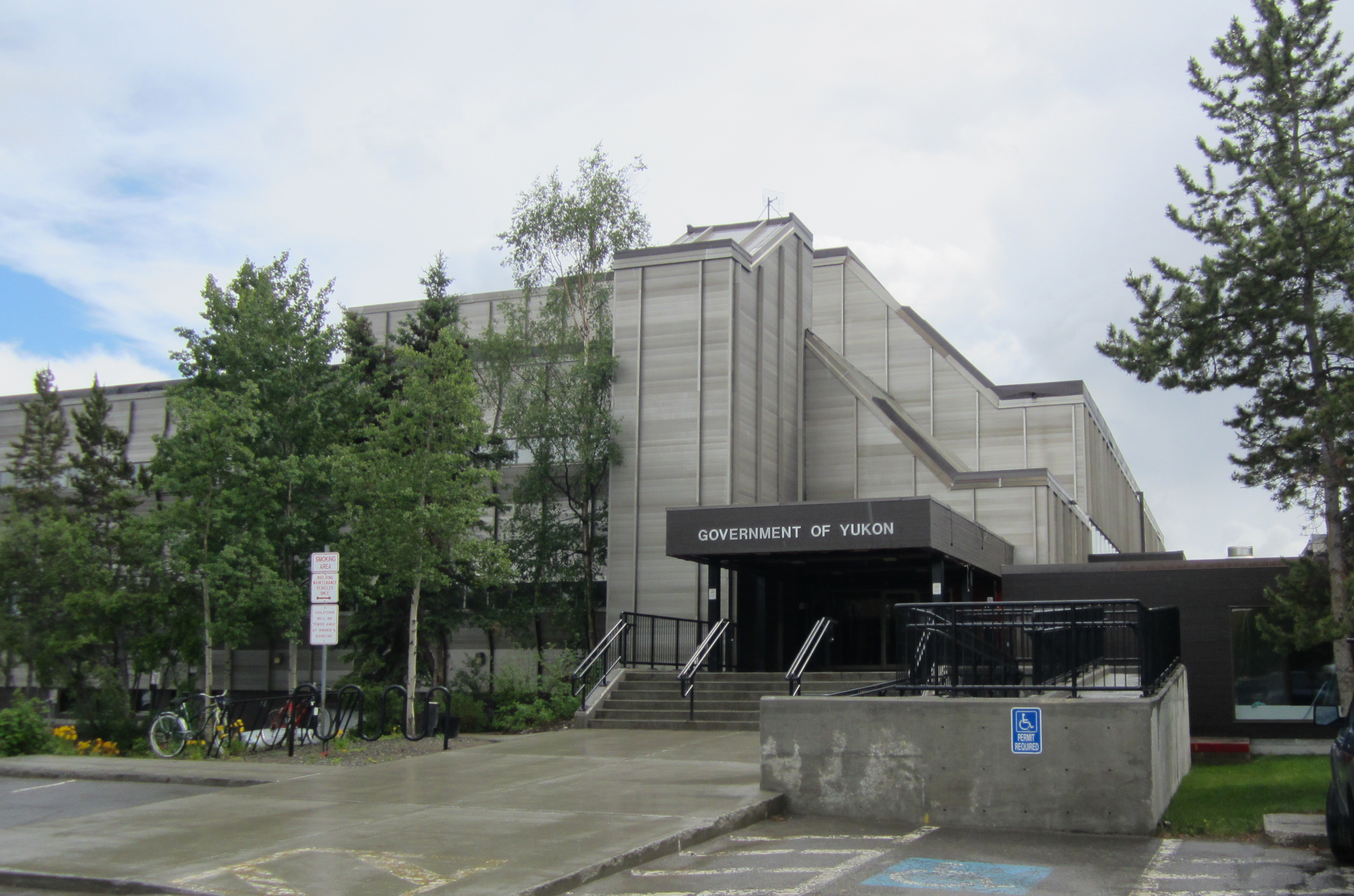
育空地区立法大楼位于怀特霍斯市中心

怀特霍斯市中心是该市的商业中心，而建于1976年的育空地区立法大楼也位于该地区。市中心的范围包括泰勒街（Taylor Street）南延线的粘土悬崖；泰勒街北延线和东西向的第2大道的交界处，以及育空河沿岸道路直到粘土悬崖的位置。主要的商业活动限于1~4大道，以及相邻的十字路口；而最重要的商业区位于汉森街（Hanson Street）以北，第3大道以南的位置。市中心的其余部分为住宅区。
加拿大公园管理局在位于市中心的东南角维护着S.S.克朗代克国家历史遗址，相关的遗址则临近育空河和第2大道；而另一个重要的公园扶轮和平公园则在市中心的北部；此外，被称为威士忌南部平原的地区则保留了在1960年代清理棚户区留下的房屋遗迹。
沿河以北的地区则是怀特山口与育空铁路所在的位置，自从1982年商业铁路关闭的4年后，也就是1986年物业停止维护铁路所在的滨水区；而现在，滨水区则有一些小型企业驻扎于此。除此以外，在前街以外的区域新建了新的“威士忌棚户区”，而该社区附近有一个建于2000年的沃尔玛超市。沿河区域有一部分为冬季船只的停靠点，其中包括在1974年两艘船只毁于大火的遗迹。

## 交通

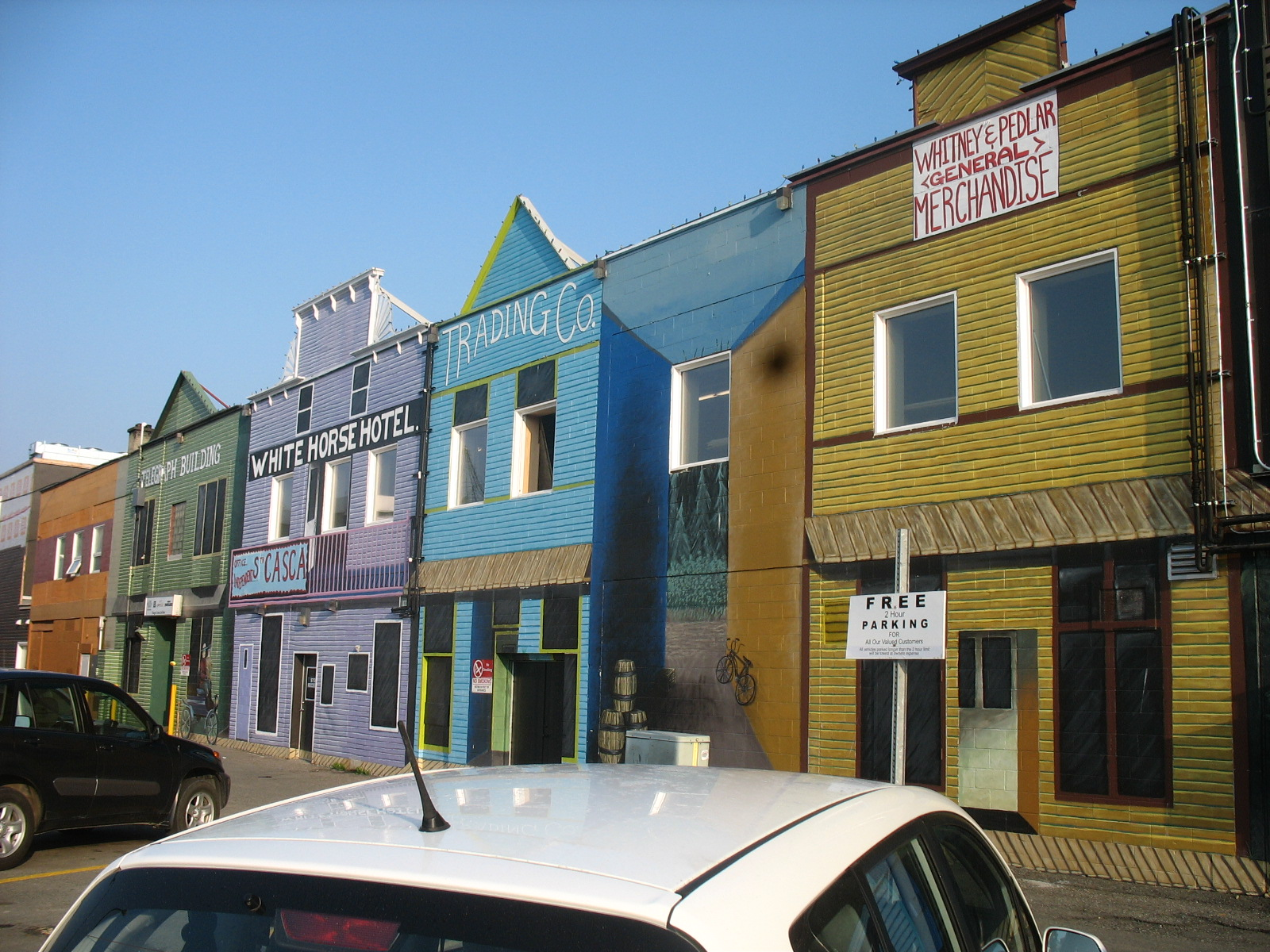
位于艾略特街边上的店面

艾略特街（英語：Elliott Street）是怀特霍斯市中心的东西向主干道。街区的道路系统除了艾略特街，还包括平行的2~8大道，而前街则与上述公路相交；而地址则根据大道的序号命名。